# Saro London
Саро Лондон (англ. Saro London) — британський двомоторний суцільнометалевий летючий човен-біплан з двокільовим оперенням. Літак був створений під керівництвом Г. Ноулера в КБ фірми «Саундерс Роу» як розвиток типу А.7 («Северн») — мав схожу конфігурацію, але дещо менші розміри. Особливістю конструкції літака стала можливість перевезення громіздких вантажів на горі фюзеляжу. Двигуни Saro London були встановлені на верхньому крилі.

## Історія
Британський двомоторний летючий човен «Сандерс-Ро» (Саро) «Лондон» розроблявся відповідно до специфікації Міністерства авіації R.24/31, яка визначала за вимоги створення «багатоцільового патрульного літака відкритого моря». Основними критеріями визначалося забезпечення дальності польоту не менше ніж 1000 миль, можливості продовжувати політ на одному двигуні з 60 % корисного навантаження, а також низькі експлуатаційні витрати. Швидкісні характеристики для машин цього класу вважалися другорядними. «Лондон» і його сучасник «Супермарин Странраер» були останніми багатомоторними летючими човнами-біпланами, які надійшли на службу в Королівські ПС.
Розроблення замовленого літака під фірмовим індексом А.27 створювалося під керівництвом Г. Ноулера на основі раннього тримоторного гідроплану А.7 «Северн», що залишився в єдиному екземплярі. У конструктивному відношенні А.27 був суцільнометалевий півтораплан з верхнім крилом, піднятим на системі підкосів. Радіальні двигуни Bristol Pegasus II встановлювалися на передній кромці верхнього крила. Фюзеляж мав патентовану гофровану обшивку «Сандерс-Ро».
Літак мав двокільове оперення, що дозволяло розмістити у хвостовій частині фюзеляжу кулеметну установку з хорошими кутами обстрілу. Неординарним конструкторським рішенням стало розміщення вантажного майданчика зверху фюзеляжу (між верхнім і нижнім крилами), що дозволило перевозити великогабаритні вантажі — наприклад, авіадвигуни або торпеди.
У березні 1934 року прототип «Лондона» з 9-циліндровими радіальними двигунами Bristol Pegasus III М3 вийшов на випробування і здійснив перший політ. Результати виявилися цілком успішними, і Королівські ПС в 1935 — 36 роках замовили 30 гідролітаків у двох модифікаціях. Поставки завершилися до травня 1938 року.
Починаючи з 1936 року, модель «Лондон» Mk.II надійшла на озброєння 201-ї ескадрильї на авіабазі Калшот, замінивши «Саутгемптон». У жовтні 1936 року почалися поставки до 204-ї ескадрильї Королівських ПС на авіабазу Маунт Баттен, Плімут, також замінивши «Саутгемптон». Більше нових летючих човнів було доставлено тій же ескадрильї в 1937 році, щоб замінити «Перт», і у 202-й ескадрильї на авіабазі Калафрані, Мальта, де вони замінили застарілі «Скапа», а також літаки у 228-й ескадрильї у Пембрук-Док.
У 1937—1938 роках 204-та ескадрилья Королівських ПС використовувала п'ять «Лондонів», обладнаних допоміжними зовнішніми паливними баками, для далекого тренувального польоту до Австралії на святкування 150-ї річниці заснування колонії в Сіднеї, Новий Південний Уельс. У цій конфігурації вони мали запас ходу 2600 миль (4180 км).
На початок Другої світової війни «Лондони» перебували на озброєнні 201-ї ескадрильї, яка на той час дислокувалася у Саллом-Во на Шетландських островах, 202-ї ескадрильї в Гібралтарі, 240-ї ескадрильї в Інвергордоні. Ці літаки активно патрулювали Північне та Середземне моря. Деякі з них були оснащені додатковим паливним баком для збільшення радіусу польоту. Озброєння у вигляді авіабомб, глибинних бомб і морських мін загальною вагою до 907 кг могло перевозитися під нижніми крилами.
Поступово на заміну «Лондонам» надходили нові літаки, такі як «Гудзон», а ескадрильї, що патрулювали Атлантику та Середземне море, були переоснащені на «Сандерленди». Деякі «Лондони» були передані Королівським ПС Канади. До середини 1941 року всі були зняті з фронту.

## Основні модифікації

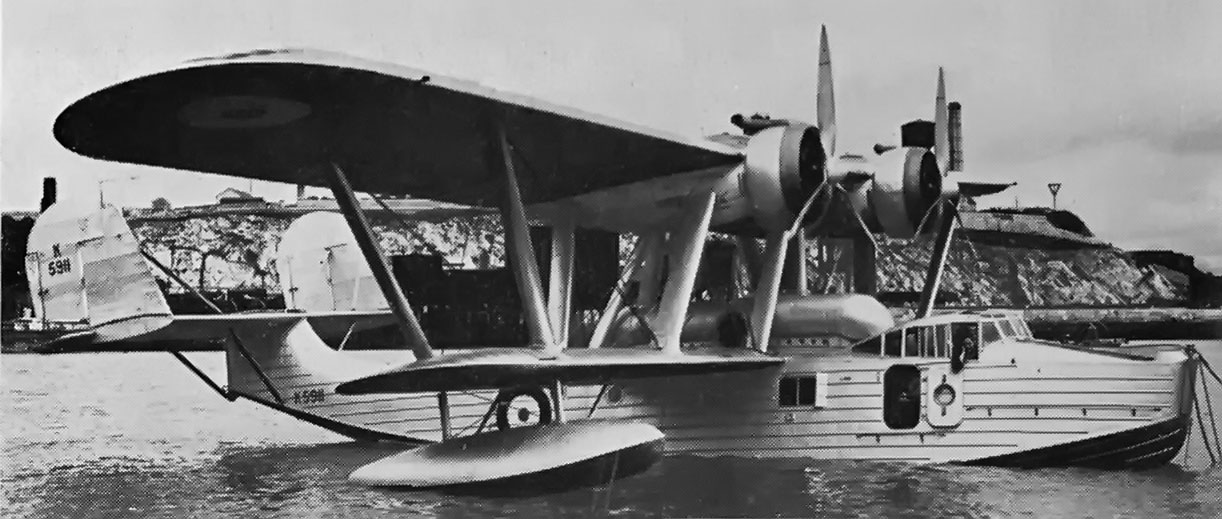
«Лондон II» 204-ї ескадрильї, оснащений додатковим паливним баком на горі

- Прототип — єдиний екземпляр
- London Mk.I — перший серійний варіант з двигунами Bristol Pegasus III М3 та дволопатеві гвинти. Пізніше модифікований на версію Mk II (10 од.)
- London Mk.II — використано потужніші двигуни Pegasus X 30 та встановлено чотирилопатеві гвинти (20 од.)

## Тактико-технічні характеристики (London Mk.II)

Схематичне зображення летючого човна «Саро Лондон»

Дані з Consice Guide to British Aircraft of World War II

### Технічні характеристики
- Екіпаж: 6 осіб
- Довжина: 17,31 м
- Висота: 5,72 м
- Розмах крила: 24,38 м
- Площа крила: 132,38 м²
- Маса порожнього: 5035 кг
- Максимальна злітна маса: 8346 кг
- Двигуни: 2 × Bristol Pegasus X
- Потужність: 2 × 915 к. с. (682 кВт.)

### Льотні характеристики
- Максимальна швидкість: 249 км/год (на висоті 1905 м.)
- Крейсерська швидкість: 208 км/год
- Практична стеля: 6100 м.
- Дальність польоту: 1800 км
- Дальність польоту з ППБ: 2800 км

### Озброєння
- Захисне:
  - 1 × 7,7-мм кулемет Льюїса в верхній турелі
  - 1 × 7,7-мм кулемет Льюїса в носовій турелі
  - 1 × 7,7-мм кулемет Льюїса в хвостовій турелі
- Бомбове:
  - до 907 кг бомб

## Однотипні літаки за епохою, призначенням та конфігурацією
| - Hopfner HA-11/33 - Short Knuckleduster - Supermarine Stranraer - Supermarine Walrus - Fairchild Super 71 - Fokker T.IV - Dornier Do 18 - Dornier Do 24 - Dornier Do R | - CANT Z.501 Gabbiano - Savoia-Marchetti S.55 - Savoia-Marchetti S.66 - МК-1 (літак) - Ш-2 - Douglas Dolphin - Sikorsky S-42 - Consolidated PBY Catalina | - Latécoère 500 - Latécoère 521 - Loire 501 - Hiro H4H - Kawanishi H8K |